# Peperomia prolifera
Peperomia prolifera är en pepparväxtart som beskrevs av Truman George Yuncker. Peperomia prolifera ingår i släktet peperomior, och familjen pepparväxter. Inga underarter finns listade i Catalogue of Life.